# EConf
eConf était un logiciel de visioconférence créé par France Telecom Division Recherche & Développement. Il supportait les normes de visioconférence H.323, SIP, H.324M, MGCP.
eConf était utilisé par Orange Link, un logiciel gratuit de visioconférence et de messagerie instantanée pour le grand public abandonné et remplacé en 2007 par Orange Messenger (utilisant Windows Live Messenger).